# Centradenia grandifolia
Centradenia grandifolia es una especie  de planta fanerógama perteneciente a la familia Melastomataceae. Es originario de Centroamérica. 

## Descripción
Son plantas sufrútices perennes que alcanzan un tamaño de 0.5-1.5 m de altura, arqueadas; ramas cuadradas en corte transversal. Hojas dimorfas en cada par, frecuentemente pigmentadas en el envés, la base asimétrica, los márgenes enteros; lámina grande de 5-24 × 1.5-7 cm, lanceolada a ovado-lanceolada,  5-6  plinervia, el haz esparcida a copiosamente peloso, el envés con tricomas confinados a las nervaduras secundarias, el ápice agudo a acuminado o atenuado; pecíolos 1-13(-22) mm; lámina pequeña 1-12(-25) × 1-7 mm, sésil, caduca, angostamente lanceolada a falcada, el haz glabro, el envés puberulento a glabrescente. Inflorescencia en cima de 7-18 cm; pedicelos (1-)4-12 mm. Hipanto 4-8 mm, urceolado, acrescente cuando maduro; lobos del cáliz 1-3 mm. Pétalos 5-11 × 4-8 mm, rosados. Estambres dimorfos; anteras grandes 4-5.5 × c. 1 mm, subuladas, rosadas a magentas, el conectivo 2-2.5 mm, el apéndice 1.5-3 mm, amarillo; anteras pequeñas 2-4.5 mm y el apéndice 0.5-1 mm, amarillo. Semillas de 0.5 mm, claviformes, equinadas. Tiene un número de cromosomas de 2n = 36.

## Distribución y hábitat
Se encuentra en los bosques de neblina, orillas húmedas, lugares perturbados, caídas de agua, a una altitud de 1000-2700 metros desde México a Mesoamérica. 

## Taxonomía
Centradenia grandifolia fue descrita por (Schltdl.) Endl.  y publicado en Repertorium Botanices Systematicae. 2: 119. 1843.
Variedad aceptada
- Centradenia grandifolia subsp. brevisepala (Gleason) Almeda

Sinonimia
- Centradenia chiapensis Brandegee
- Centradenia grandifolia subsp. grandifolia
- Centradenia salicifolia Brandegee
- Rhexia grandifolia Schltdl. basónimo
- Rhexia grandifolia var. brevisepala Gleason[2]